# Honeycreeper
Honeycreeper è il decimo album della band Puffy AmiYumi, pubblicato il 26 settembre 2007 in Giappone. Le stesse Puffy hanno detto in un'intervista che l'ispirazione per il nome il titolo dell'album, 'Honeycreeper', proveniva da un volantino che avevano incontrato durante una vacanza alle Hawaii, e che era il nome di un tipo di uccello.

## Tracce
1. "オリエンタル・ダイヤモンド" (Oriental Diamond) (Yosui Inoue/Tamio Okuda) - 4:04
2. "Ain't Gonna Cut It" (Butch Walker & Robert Schwartzman) - 2:51
3. "君とオートバイ" (Kimi to Otobai/You and the Motorbike) (Yusuke Chiba) - 4:14
4. "くちびるモーション" (Kuchibiru Motion/Lip Motion) (Yoshii Kazuya) - 4:02
5. "はやいクルマ" (Hayai Kuruma/Fast Car) (Masatoshi Mashima) - 3:43
6. "サヨナラサマー" (Sayonara Samaa/So Long, Summer) (Sawao Yamanaka) - 4:16
7. "Boom Boom Beat" (Anders Hellgren & David Myhr) - 3:19
8. "妖怪PUFFY" (Youkai PUFFY/Ghost PUFFY) (Kankurou Kudou/Taku Tomizawa) - 7:06
9. "Closet Full Of Love" (Butch Walker & Kara DioGuardi) - 2:58
10. "はさんじゃうぜ" (Hasan Jauze) (Masatoshi Mashima) - 2:48
11. "Complaint" (Sawao Yamanaka) - 2:58
12. "お江戸流れ星Ⅳ" (O Edo Nagareboshi IV/Oh Edo Shooting Star IV) (Pierre Taki/Anders Hellgren & David Myhr) - 3:48
13. "アイランド" (Airando/Island) (Yusuke Chiba) - 4:48